# St. Peter und Paul (Freiburg-Sankt Georgen)

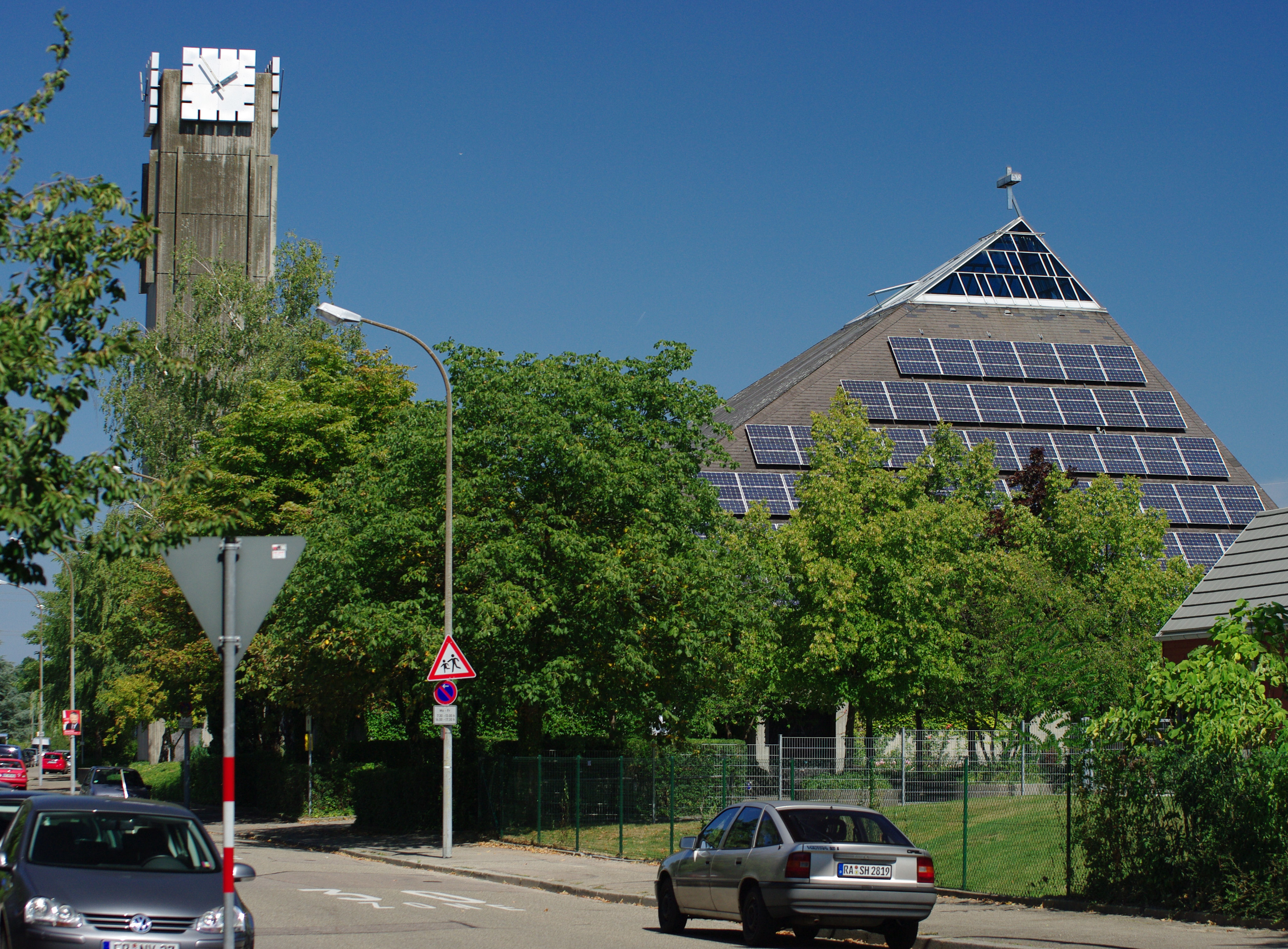
St. Peter und Paul

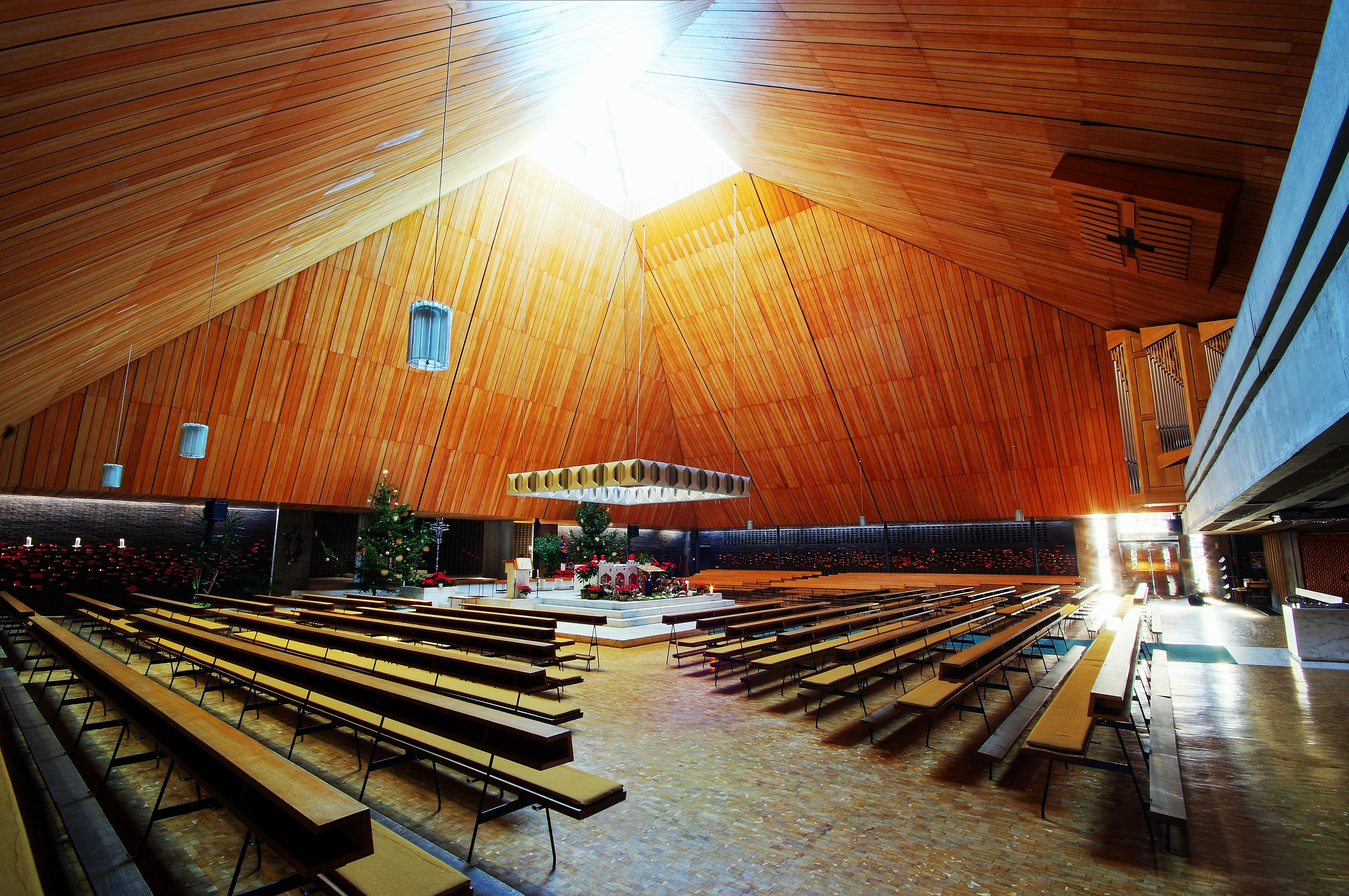
Innenraum

St. Peter und Paul ist eine römisch-katholische Pfarrkirche im Stadtteil St. Georgen von Freiburg im Breisgau. Sie gehört zur Seelsorgeeinheit St. Georgen Hexental des Erzbistums Freiburg.

## Geschichte
Bereits 1937 plante man eine neue Pfarrkirche im Freiburger Ortsteil Uffhausen, der durch eine Bergmannssiedlung des Erzbergwerks Schönberg stark angewachsen war. Der Zweite Weltkrieg verhinderte die Realisierung. Erst 1963 konnten die Pläne wiederaufgenommen werden. Am 6. November 1968 trennte Erzbischof Hermann Schäufele Uffhausen aus der Pfarrei der alten Hardkirche St. Georg heraus und machte es zu einer eigenen Pfarrkuratie St. Peter und Paul. Der Kirchenbau wurde mit dem Spatenstich am 10. März 1967 begonnen und am 15. Juni 1969 durch Erzbischof Schäufele geweiht.

## Patrozinium
Das Patrozinium wurde von der erstmals um 1360 im Liber marcarum, einem Zehntregister des Bistums Konstanz, erwähnten Kapelle Peter und Paul (Freiburg-Sankt Georgen) am Uffholzer Kappellenwinkel übernommen, die bis heute, an ihren Fenstern leicht zu erkennen, erhalten ist.

## Architektur und Ausstattung
Architekt des im Stil des Brutalismus gehaltenen Beton-Gebäudes ist Hans Günter Willmann. Der Kirchenraum trägt ein stilisiertes, vierseitiges, innen holzvertäfeltes Zeltdach. Der unter der verglasten Spitze stehende Altar ist an drei Seiten von den Kirchenbänken umgeben. Die Gemeinde befindet sich somit wie um einen Tisch versammelt und sieht sich an. Diese Konzeption führte Willmann auf die Jesusworte Ich bin unter euch, wenn ihr in meinem Namen versammelt seid (Matthäus 18,20 ) und Wer mein Wort hört und es befolgt, wird ewig leben. (Johannes 5,24 ) zurück.
Die beiden Eingangstüren sind jeweils einem der beiden Namenspatrone gewidmet: Auf der nördlichen Seite befindet sich die Petrus-Tür, auf der südlichen die Paulus-Tür. Entwurf und Ausführung lagen beim Bildhauer Walter Haaf aus Zell am Harmersbach.
Die Statuen von Petrus und Paulus wurden der Kirche 1989 von der Kirche St. Cyriakus und Perpetua überlassen, die Marienstatue wurde von Johannes Fischedick aus Bottrop (1908–1984) angefertigt.

### Turm und Glocken
Der Glockenturm mit quadratischem Grundriss und flachem Abschluss ist als ein vom Hauptgebäude getrennter Campanile ausgeführt. Am oberen Rand befindet sich an jeder der vier Seiten ein helles quadratisches Zifferblatt auf grauem Beton. Im Turm hängt in einem stählernen Glockenstuhl eine Kirchenglocke aus Bronze mit dem Schlagton fis'-5, die von der Glockengießerei Grüninger, Straß b. Neu-Ulm im Jahr 1950 gegossen worden war. Der Turm könnte bis zu fünf Glocken aufnehmen.
Die Ergänzung der vorhandenen um vier weitere Glocken wird dadurch möglich, dass die Freiburger Kirche St. Josef profaniert wurde und für deren Ausstattung neue Orte gefunden werden mussten. Die vier Glocken von St. Josef, 1985 in der Karlsruher Glocken- und Kunstgießerei gegossen und mit einer Glockenzier von Emil Wachter versehen, befinden sich seit Anfang Juni 2025 in der Kirche St. Peter und Paul. Ein Rahmenprogramm rund um die neu überlassenen Glocken dauert etwa ein halbes Jahr, bis die Glocken in den Turm aufgezogen werden und dann erstmals am neuen Ort zusammen läuten. (Vorgesehen ist das Christkönigsfest oder Weihnachten.) Das neue Geläut wird folgende Zusammensetzung haben:
| Glocke | Gießer                      | Gussjahr | Durchmesser | Gewicht | Schlagton |
| ------ | --------------------------- | -------- | ----------- | ------- | --------- |
| 1      | Karlsruher Glockengießerei  | 1985     | 1265 mm     | 1152 kg | es'+3     |
| 2      | Karlsruher Glockengießerei  | 1985     | 1136 mm     | 858 kg  | f'+4      |
| 3      | Grüninger, Straß b. Neu-Ulm | 1950     | 1050 mm     | 750 kg  | fis'-5    |
| 4      | Karlsruher Glockengießerei  | 1985     | 1001 mm     | 580 kg  | g'+3      |
| 5      | Karlsruher Glockengießerei  | 1985     | 851 mm      | 356 kg  | b'+5      |

### Orgel

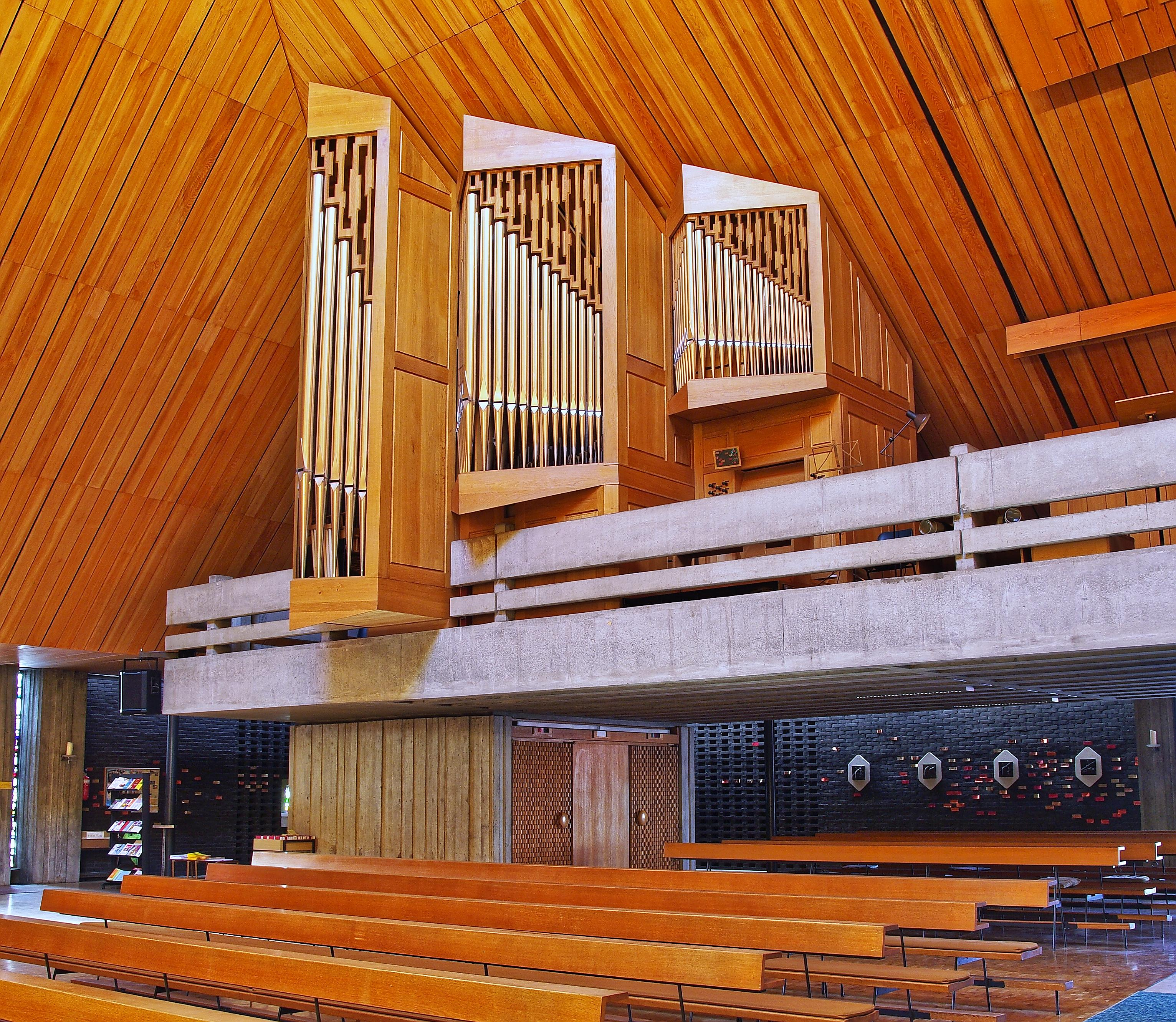
Orgel

Erst 23 Jahre nach der Kirchweihe wurde 1991 eine Orgel in Betrieb genommen. Dem Bau ging innerhalb der Gemeinde ein Meinungsfindungsprozess voraus, bei dem die Frage im Mittelpunkt stand, ob angesichts der Not in der Welt die Investition für dieses Instrument zu rechtfertigen sei. Die Orgel wurde von der Orgelbaufirma Göckel aus Malsch bei Heidelberg gebaut. Es handelt sich um eine zweimanualige Orgel mit 26 Registern und 1796 Pfeifen. Die Disposition lautet:
| I Hauptwerk C–g3 |             |       |
| 1.               | Bourdun     | 16′   |
| 2.               | Principal   | 8′    |
| 3.               | Hohlflöte   | 8′    |
| 4.               | Bourdun     | 8′    |
| 5.               | Oktave      | 4′    |
| 6.               | Spitzflöte  | 4′    |
| 7.               | Nasard      | 2 ⁄3′ |
| 8.               | Superoktave | 2′    |
| 9.               | Cornet IV   |       |
| 10.              | Mixtur IV   |       |
| 11.              | Trompette   | 8′    |

| II Oberwerk C–g3 |                 |       |
| 12.              | Gedackt         | 8′    |
| 13.              | Principal       | 4′    |
| 14.              | Rohrflöte       | 4′    |
| 15.              | Doublette       | 2′    |
| 16.              | Largiot         | 1 ⁄3′ |
| 17.              | Oktave          | 2′    |
| 18.              | Sesquialtera II |       |
| 19.              | Scharff IV      |       |
| 20.              | Dulzian         | 8′    |
|                  | Tremulant       |       |

| Pedal C–f1 |               |        |
| 21.        | Subbaß        | 16′    |
| 22.        | Principal     | 8′     |
| 23.        | Quinte        | 5 2⁄3′ |
| 24.        | Oktave        | 4′     |
| 25.        | Posaune       | 16′    |
| 26.        | Trompetenbass | 8′     |

- Koppeln: II/I, I/P, II/P
- Spielhilfe: Kollektivtritte: Principale An/Ab
- Keilbälge; Orgel wahlweise mit Gebläse oder mit Tretanlage spielbar
- Stimmung: Werckmeister III

### Solaranlage
Die Kirche wurde als erste im Erzbistum Freiburg mit einem Solardach ausgestattet. Die Photovoltaikanlage liefert 24,15 kWp.